# LIVE:live
『LIVE : live』（ライブ・リブ）は、2020年8月5日に発売された日本のラッパー・AK-69のアルバム。
CD発売に先駆け、2020年8月2日に配信リリースされた。
CDは初回限定盤と通常盤の2形態で発売され、初回限定盤にはミュージックビデオやメイキング映像などを収めたDVDが付属した。スポット映像には長州力が出演。
本作の客演にはR-指定、ZORN、SWAY、IO、\ellow Bucks、MC TYSONが参加。ボーナストラックにR&Bシンガーのエリック・ベリンジャーが参加している。2020年2月24日に配信されたEP『ハレルヤ -The Final Season-』の収録曲も一部収録されている。

## 内容
アルバムのタイトルでもある"LIVE：live"は、AK-69が本質と語る“LIVE（ライブ）”と、生きることを表す“live（リブ）”を意味している。2020年に開催されたツアー"THE LIVE -6900-"のツアー後に本格的にアルバム制作に取り掛かった。制作開始後に新型コロナウイルスの感染拡大に直面し、2曲目の「No Limit 〜この映画のあらすじなら知ってる〜」、ミニ・アルバム『ハレルヤ -The Final Season-』の楽曲以外は新型コロナウイルス感染症流行の影響下の中での制作となった。楽曲制作の中で現状と向き合い、コロナ禍の前に出来上がった「No Limit 〜この映画のあらすじなら知ってる〜」を聴き直し、アルバムタイトルに繋がっていった。
2019年に発売した前作『THE ANTHEM』以来となるオリジナル・アルバムとなるが前作は既発曲が多く、コンピレーション・アルバム的な感じがしたとAK-69は述べている。『DAWN』以来の気持ちで純粋なフル・アルバムを制作したという。
今回のアルバムは、子供の頃からの自分の生い立ちをなぞっていき、終わりに"自分が死んだら"というテーマで締めるという流れになっている。これに関しAK-69は、「自分の人生を表すような形にしたかった。」と述べており、「これがAK-69だ」と聴いたリスナーが思い返すような作品にしたいという想いが込められている。

## 収録曲解説
3曲目の「Bussin' feat. ¥ellow Bucks」は、AK-69が2007年に発売したシングル「Ding Ding Dong〜心の鐘〜」をサンプリングしたもの。この曲のプロデュースを手掛けたDJ RYOWがこの曲をネタに作ろうと発案し、リメイクが実現した。¥ellow Bucksが初めて聴いた日本のヒップホップの楽曲が小学5年生の時に聴いた「Ding Ding Dong〜心の鐘〜」だったという。アルバム発売前の2020年7月15日に先行配信されており、iTunesのヒップホップ/ラップシングル及び総合ミュージックビデオランキングで1位を獲得している。
4曲目の「Speedin' feat. MC TYSON, SWAY, R-指定」は、車ネタでマイクリレーが繰り広げられている。客演メンバーはトラックが完成し、マイクリレーしたいと思った時に思いついたという。予定調和なメンバーにはしたくなかったとAK-69は語っている。曲名の"Speedin'"はスピード違反を意味している。
5曲目の「B-Boy Stance feat. IO」は刃頭がトラック提供している。このトラックを使用することに決めた際に往年のKANDYTOWNの感じが聴こえ、メンバーのIOが浮かびオファーしたという。
8曲目の「もしよければ」の曲名は、AK-69の先輩が煽る時に使用していた"もしよければ"というコールからきている。歌詞に田中みな実が登場する。
10曲目の「Hard To Remember -Season 0.5-」から13曲目の「ハレルヤ -The Final Season-」は、配信EP『ハレルヤ -The Final Season-』の収録曲。
15曲目の「If I Die feat. ZORN」は死生観をテーマにしたもので、自分が死んでしまった場合のことを曲にしている。この様なテーマの楽曲は自身のみで作るものとも捉えているが、あえてこのメッセージを一緒に歌える人とやりたいと考え、面識はそこまでなかったZORNに依頼をし、共演が実現した。簡単に扱えるテーマではなかったが、コロナ禍やニューヨークの友達のラッパーの死もあり、自分もいつ死ぬかわからないことを痛感し制作された。曲の最後に赤ちゃんの泣き声が使われている。

## ミュージック・ビデオ
2020年7月22日、「Bussin’ feat. ¥ellow Bucks」のフル尺のミュージック・ビデオが公開された。同年8月3日、「If I Die feat. ZORN」のミュージック・ビデオが公開された。双方ともiTunesヒップホップ/ ラップ・ミュージック・ビデオ/ランキングで1位を獲得している。後に「Speedin' feat. MC TYSON, SWAY, R-指定」のミュージックビデオも公開された。

## 収録曲

### CD
| #   | タイトル                                                                        | 作詞                                             | 作曲                                             | 編曲 |
| --- | ------------------------------------------------------------------------------- | ------------------------------------------------ | ------------------------------------------------ | ---- |
| 1.  | 「LIVE : live」                                                                 | AK-69                                            | AK-69, RIMAZI                                    |      |
| 2.  | 「No Limit 〜この映画のあらすじなら知ってる〜」                                 | AK-69                                            | RIMAZI, AK-69                                    |      |
| 3.  | 「Bussin' feat. ￥ellow Bucks」                                                 | AK-69, ￥ellow Bucks                             | DJ RYOW & SPACE DUST CLUB, AK=69, Dopeman        |      |
| 4.  | 「Speedin' feat. MC TYSON, SWAY, R-指定」                                       | AK-69, MC TYSON, SWAY, R-指定                    | RIMAZE, AK-69                                    |      |
| 5.  | 「B-Boy Stance feat. IO」                                                       | AK-69, IO                                        | 刃頭, AK-69                                      |      |
| 6.  | 「Guest List」                                                                  | AK-69, Ryosuke"Dr.R"Sakai, Rhyan Besco           | Ryosuke"Dr.R"Sakai, Rhyan Besco, AK-69           |      |
| 7.  | 「Skit -Toast To That-」                                                        |                                                  |                                                  |      |
| 8.  | 「もしよければ」                                                                | AK-69                                            | RIMAZE, AK-69                                    |      |
| 9.  | 「Ha?」                                                                         | AK-69                                            | RIMAZE, AK-69                                    |      |
| 10. | 「Hard To Remember -Season 0.5-」                                               | AK-69, Eric Bellinger, Rimaze, Cory"Knotch"Marks | AK-69, Eric Bellinger, Rimaze, Cory"Knotch"Marks |      |
| 11. | 「See You Again -Season 1-」                                                    | AK-69                                            | Ryosuke"Dr.R"Sakai, AK-69                        |      |
| 12. | 「I Don't Wanna Know -Season 2-」                                               | AK-69                                            | RIMAZI, AK-69                                    |      |
| 13. | 「ハレルヤ -The Final Season-」                                                 | AK-69                                            | RIMAZI, AK-69                                    |      |
| 14. | 「Skit -Procession-」                                                           |                                                  |                                                  |      |
| 15. | 「If I Die feat. ZORN」                                                         | AK-69, ZORN                                      | RIMAZI, AK-69                                    |      |
| 16. | 「Hard To Remember -Season0.5- Remix feat. Eric Bellinger」(ボーナス・トラック) | AK-69, Eric Bellinger, Rimaze, Cory"Knotch"Marks | AK-69, Eric Bellinger, Rimaze, Cory"Knotch"Marks |      |

### DVD
※初回盤のみ
| #   | タイトル                                        | 作詞 | 作曲・編曲 |
| --- | ----------------------------------------------- | ---- | ---------- |
| 1.  | 「No Limit 〜この映画のあらすじなら知ってる〜」 |      |            |
| 2.  | 「Bussin' feat. ¥ellow Bucks」                  |      |            |
| 3.  | 「Speedin' feat. MC TYSON, SWAY, R-指定」       |      |            |
| 4.  | 「Guest List」                                  |      |            |
| 5.  | 「Hard To Remember -Season0.5-」                |      |            |
| 6.  | 「See You Again -Season 1-」                    |      |            |
| 7.  | 「I Don't Wanna Know -Season 2-」               |      |            |
| 8.  | 「ハレルヤ -The Final Season-」                 |      |            |
| 9.  | 「If I Die feat. ZORN」                         |      |            |
| 10. | 「Lonely Lion feat. 清水翔太」                  |      |            |
| 11. | 「You Mine feat. t-Ace」                        |      |            |
| 12. | 「Making Movie」                                |      |            |

## 配信ライブ
2020年8月28日、本作『LIVE:live』のリリースしたライブ「LIVE:live from Nagoya」をABEMAにて配信した。新型コロナウイルスの感染拡大の影響により、配信という形で無観客で行われた。場所は愛知県名古屋市北区にある名城公園で、名古屋城をバックにライブが行われた。細かい演出のクオリティーにこだわったことから生配信ではなく、映像は2020年7月14日～7月15日に事前収録されたものである。撮影には名古屋市が全面協力した。アルバムにも参加したZORN、R-指定、SWAY、IO、MC TYSON、¥ellow Bucks、DJ RYOWもこのライブに参加している。
翌年の2021年1月27日、配信されたライブの模様を収録したライブDVD『LIVE:live from Nagoya』とライブ音源を収録したデジタル・アルバムがリリースされた。公演とメイキング映像に加え、ファンクラブのみで公開されていたアンコール楽曲もファンの要望に応え収録した。

## チャート
8月2日よりデジタル・アルバムとして先行配信され、iTunesヒップホップ/ラップ・アルバムと総合アルバム・ランキングで1位を獲得している。先行配信曲を含めたチャート首位や総合ミュージック・ビデオの首位も含めるとiTunesのランキングで6冠となる。
| チャート（2020年）                                                                                  | 最高 順位 |
| --------------------------------------------------------------------------------------------------- | --------- |
| オリコン週間 デジタルアルバムランキング （オリコン）                                                | 6         |
| オリコン週間 アルバムランキング （オリコン）                                                        | 7         |
| オリコン週間 合算アルバムランキング （オリコン）                                                    | 7         |
| Billboard JAPANダウンロード・アルバム・チャート“Download Albums”2020年8月10日付 （Billboard JAPAN） | 7         |
| Billboard JAPAN総合アルバム・チャート“HOT ALBUMS”2020年8月17日付 （Billboard JAPAN）                | 6         |

## タイアップ
| 楽曲                | タイアップ                                                                                        |
| ------------------- | ------------------------------------------------------------------------------------------------- |
| LIVE : live         | 『プロ野球スピリッツA』eスポーツ大会「プロスピA チャンピオンシップ」2020シーズン 公式テーマソング |
| If I Die feat. ZORN | ABCテレビ・テレビ朝日系ドラマ「クレイジーレイン」主題歌                                           |